# Fun Radio (Belgique)
Pour les informations générales, ou spécifiques à la France, voir Fun Radio.
Fun Radio est une station de radio musicale belge privée au format dancefloor d'origine française sous licence avec Fun Radio France. Elle émet en Belgique francophone depuis 1989.

## Historique
En 1989, Benoît Sillard est désigné par Robert Hersant pour devenir directeur général de Fun Radio. Sillar décide de relancer la radio, notamment en la développant à l’étranger. Après Fun Radio Roumanie, Fun Radio Pologne et Fun Radio Slovaquie, Fun Radio Belgique est créée.
Initialement, la radio propose une dizaine d'heures de programmes produits en Belgique, mais à partir de 2009, l'ensemble des programmes sont locaux.
Parmi les radios à public jeune et orientées dance, Fun Radio, qui a une part d'audience de l'ordre de 4 % (avec des pointes à environ 4,5 %) ambitionne de dépasser NRJ, dont l'audience, venant de 5 % se dégrade.
En janvier 2011, Guillaume Pley et son équipe quittent Fun Radio Belgique, la radio organise alors un casting pour désigner son remplaçant (dont les participants sont Mikl, Walid, Oli & Alvin, Evan, Vinz et Jasmine). Pierre Madalin réalise chacune des émissions. Le casting est remporté[Quoi ?] par MIKL,.
En mai 2011, Fun Radio Belgique détrône NRJ en la doublant de 0,3 point et la radio dancefloor signe deux records historiques[non neutre] avec 5,2 % de parts de marché et une durée d’écoute de 129 minutes.
Le 8 août 2011, les programmes de Fun Radio Belgique sont devenus 100 % belges grâce à l'arrivée de Mikl à la Radio, la nouvelle matinale de station. Ce morning est animé par MIKL et coprésenté par Toph et Audrey.
À la rentrée 2013, Fun Radio Belgique effectue des changements dans la quasi-totalité de sa grille : dorénavant les auditeurs belges auront droit à plus de 7 heures de libre antenne en soirée, tout d'abord avec celle de Vinz dès 19 et dès 23 heures Mikl, Toph et Sandro prennent le relais pour Mikl No Limit.
Au niveau de la matinale on retrouve aussi du changement puisque que[style à revoir] Mikl à la radio est remplacé par Cyril dans la radio avec la tête de cette émission Cyril, Audrey et Fabien.
Le 1er septembre 2014, Fun Radio Belgique effectue quelques changements dans la grille des programmes, puisque dorénavant, la Tribu d'Evan sera diffusé du lundi au vendredi de 6h00 à 9h30 et du coup Cyril dans la radio reprend la case de l'after school[style à revoir] dès 17h,,.
En septembre 2015, on retrouve Bruno Guillon à la matinale de la station (depuis la France). Audrey devient titulaire de l'Happy Hour (17h-20h).
En septembre 2017, l'Happy Hour recule d'une heure pour répondre davantage aux attentes du public (16h-19h). Samy devient titulaire de Fun Radio Connected (19h-22h).
En juin 2018, Fun Radio se sépare d'Audrey et son émission Happy Hour.
En septembre 2018, Samy et Chloé s'installent au 16h-19h. Les soirées commencent avec la libre antenne de Mike et se terminent avec #ToutEstPossible de 23h à 01h pour réaliser vos rêves.
En août 2020, le Doc, qui a animé Lovin'Fun sur Fun Radio jusqu'en 2018 sera de retour le 24 août pour Love In Fun du lundi au jeudi de 20h à 22h avec MIKL en co-animation. Cela marque le retour de Christian Spitz sur les ondes radio.
Le 30 mars 2021, l'antenne doit être arrêtée vers 11h50 à cause d'un incendie qui s'est déclaré dans les réseaux électriques du local du serveur situé au sous-sol de la radio. L'intervention des pompiers et de Sibelga sera nécessaire pour circonscrire l'incendie. À défaut de pouvoir proposer ses programmes habituels, la station diffuse les programmes de Fun Radio France pendant 48 heures.
En septembre 2022, Thomas, Mano et Simon s'installent au drive de 16h à 19h. L'émission "Love in Fun" devient "Fun For You" de 19h à 20h. Les soirées sont animées par Djé de 20h à 22h.
Le 21 décembre 2023, le Groupe IPM annonce racheter le réseau Fun Radio Belgique dans un communiqué de presse. Le groupe annonce avoir racheté la société FM Développement, soit la société à qui le CSA a octroyé le droit d’exploiter les réseaux FM et DAB+ sur lesquels le programme de FUN Radio est diffusé. IPM a aussi acquis 50% de la société FUN Radio Belgique qui est titulaire de la licence d’exploitation concédée par la Groupe français M6. Fun Radio Belgique rejoint ainsi le pôle audiovisuel-internet du groupe, composé de LN Radio et de LN24.

## Identité de la station

### Logos

Logo Fun Radio de 1990 à 1998
Logo Fun Radio de septembre 1998 à décembre 1998
Logo Fun Radio de janvier 1999 à septembre 2005
Logo Fun Radio de septembre 2005 à septembre 2007
Logo Fun Radio de septembre 2007 à décembre 2007
Logo Fun Radio de  décembre 2007 à Août 2020
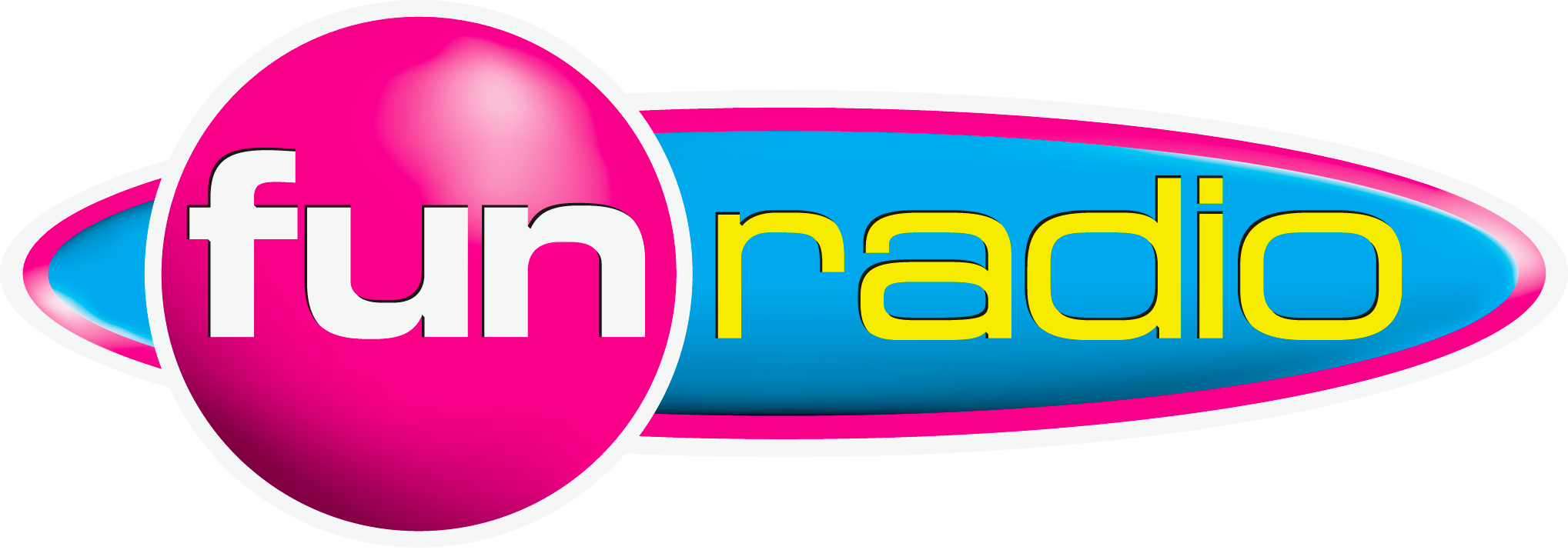
Logo Fun Radio de Août 2020 au 23 août 2021
logo Fun radio depuis le 23 août 2021

### Slogans
- 1990 : « La radio fun c'est Fun Radio. »
- 1992 : « Toujours et encore plus fort. »
- 1994 : « Ouvrons-la. »
- 1996 : « Le meilleur mix. »
- 1997 : « La radio d'une génération »
- 1998 : « Pour le Fun et pour les tubes. »
- 1999 : « Groove + dance = Fun. / Fun Radio donne le tempo. »
- 2001 : « La première radio groove'n dance. »
- 2002 : « Des hits & du fun. »
- 2004 : « R'n'B, Dance, Fun. »
- 2005 : « Soul & Dance. »
- 2007 : « Le son dancefloor »
- depuis 2020 : Enjoy The Music

## Animateurs et animatrices
De nombreux animateurs exercent ou ont exercé sur la station :
- Alexandre Devoise
- Alexandre Debanne
- Arthur : animateur de Planète Arhur de 2000 à 2004
- Cauet (Sébastien Cauet): ancien animateur du morning de Cauet de 2004 à 2008.
- Cyril Hanouna
- Darrez : animateur de Urban Fun depuis septembre 2021
- Djé : animateur de la soirée depuis septembre 2021
- Guillaume Pley : animateur de Guillaume Radio Libre de septembre 2009 à décembre 2010.
- Difool
- Jamel Debbouze
- Éric et Ramzy
- Karl Zéro
- Laurence Boccolini
- Manu (Emmanuel Levy) : animateur de Manu à la radio de 2008 à 2011. Il a été transféré à NRJ France fin août 2011.
- Marc Michaud (2008-2009) : coanimateur de Manu à la radio de 2008 à 2009.
- Max (Franck Stanislas André Bargine) : ancien animateur du Star System.
- Mike : animateur de la libre antenne de septembre 2018 à juin 2020[14]
- Vacher : coanimateur de Manu à la radio de 2009 à 2011
- Virginie de Clausade : coanimateur de Manu à la radio de 2009 à 2011
- Samy Amenzou : animateur du drive de septembre 2018 à juin 2022[14]
- Théo : animateur de la Fun List depuis septembre 2021
- Thomas Roost : animateur du 13h-16h en 2018-2019 et animateur du drive depuis septembre 2022[12]
- Vinz : animateur de la Libre Antenne de 2014 à 2020

## Programmation
La programmation de Fun Radio en Belgiqueest axée depuis des années sur la musique dance.
Le 1er mai 2020, Fun Radio Belgique marque ses 30 ans d'existence en revenant sur les sons « dancefloor » qui ont marqué cette période.

## Diffusion
En 2008, le CSA a accordé de nouvelles fréquences à Fun Radio Belgique dans le cadre du projet Plan fréquences 2008. Fun Radio Belgique a obtenu le réseau urbain 1 (u1).
Le 15 novembre 2018, Fun Radio Belgique est diffusée en DAB+ dans les régions de Wallonie et de Bruxelles.